# 仰光環狀鐵路
仰光環狀鐵路（英語：Yangon Circular Railway）是一條位於緬甸最大城市仰光的通勤鐵路線，主要營運於仰光市內以及周邊衛星城鎮。該鐵路由緬甸鐵道部營運，環狀鐵路總長約45.9-（28.5-英里），其中包含39座車站，每日運行約20班車，提供販售100,000至150,000張車票。環狀線繞行一圈約為三小時，可以覽遍仰光市容。環狀線的車票價格便宜，是低收入的仰光市民重要的交通工具。
環狀線每日自早上3時45分至晚上10時15分營運，順、逆時針方向均有班次行駛，票價計費方式是每15英里收費100緬元（約美金9分）。非緬甸籍旅客在仰光中央車站可以向服務台購買一日乘車券，價格為1200緬元或1美元。

## 歷史
仰光環狀線於英國殖民時期開始建造，並於1954年增建為雙軌系統。
2011年7月，緬甸鐵道部宣布希望將仰光環狀線的經營民營化，自從政府經營環狀線後，該線每月平均虧損2億6000萬緬元，相當於32萬5000美元。而總體收入僅有4200萬緬元，相當於5萬2500美元。主要虧損原因來自於相對低廉的乘車票價。
2012年12月，日本國際協力機構向緬甸政府提出仰光都市發展計畫的協助，其中包括改善都市交通的基礎建設。

## 車站
仰光環狀鐵路沿線擁有39座車站，連接了仰光大部分重要區域。線路起點於仰光中央車站、迄點於敏加拉頓車站，是距離仰光國際機場最近的車站。運行方式：右行（R）為仰光中央車站往東方出發之方向、左行（L）則為往西方。

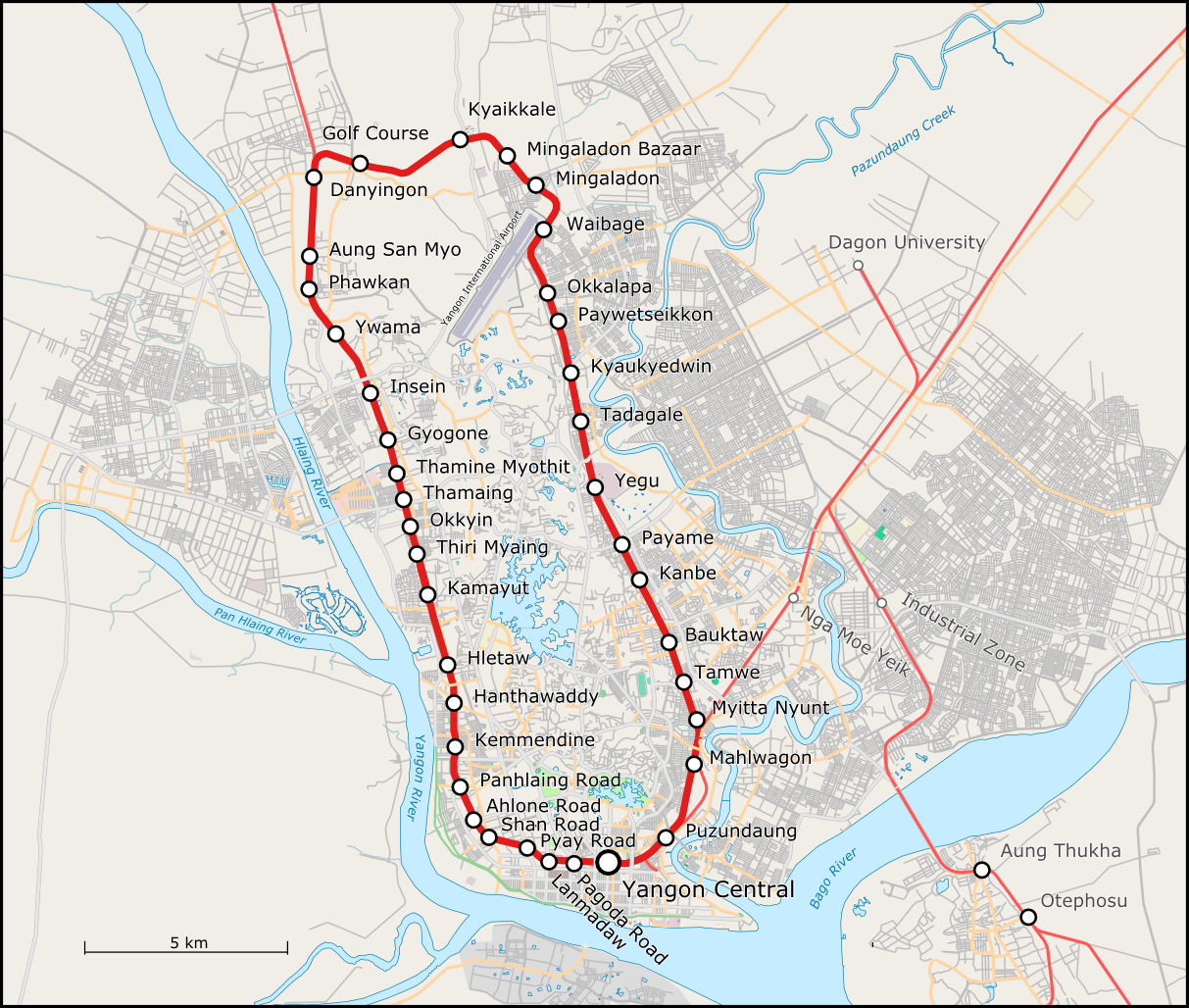
仰光環狀鐵路路線圖
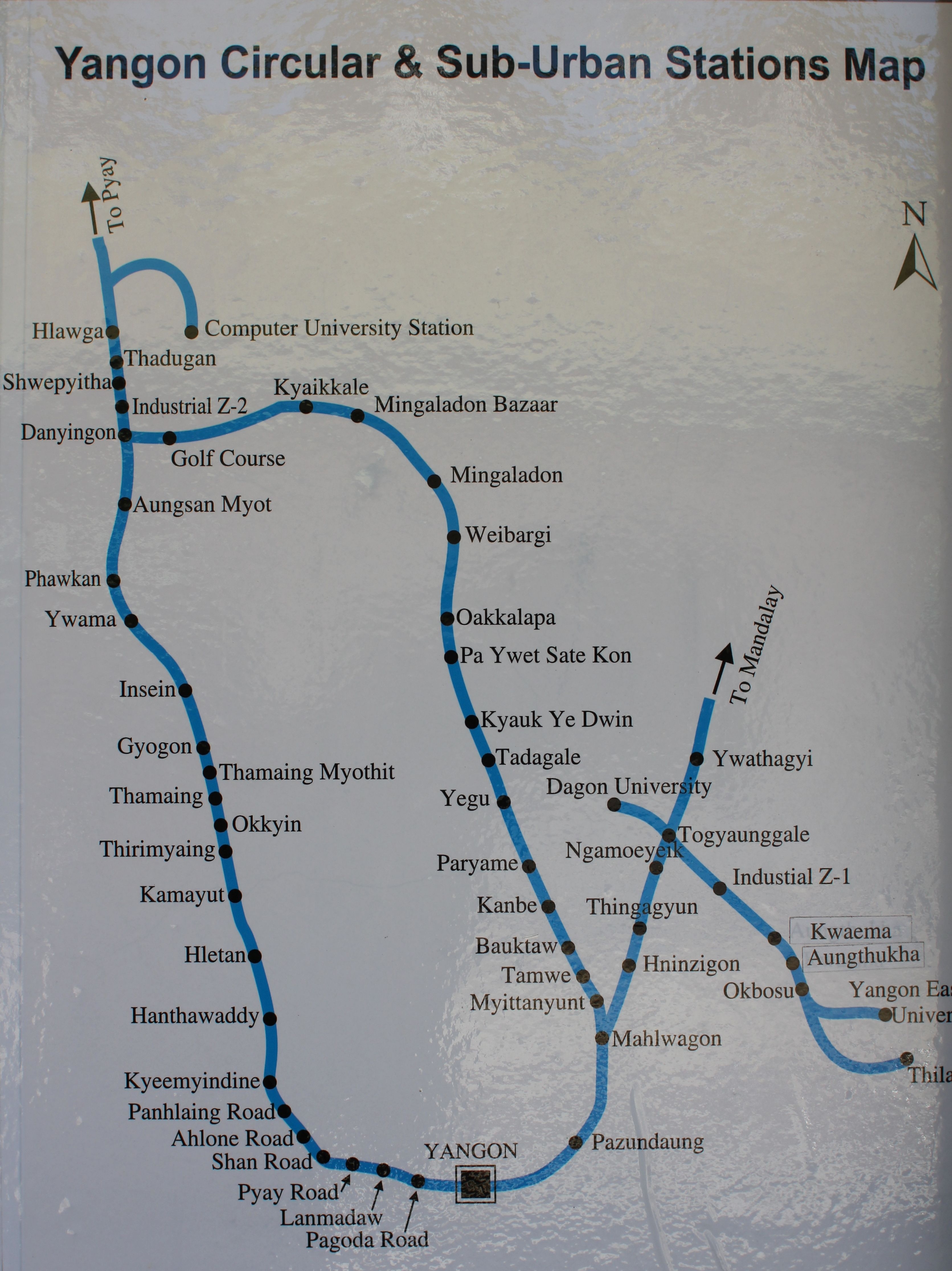
位於列車內的仰光環狀鐵路路線圖
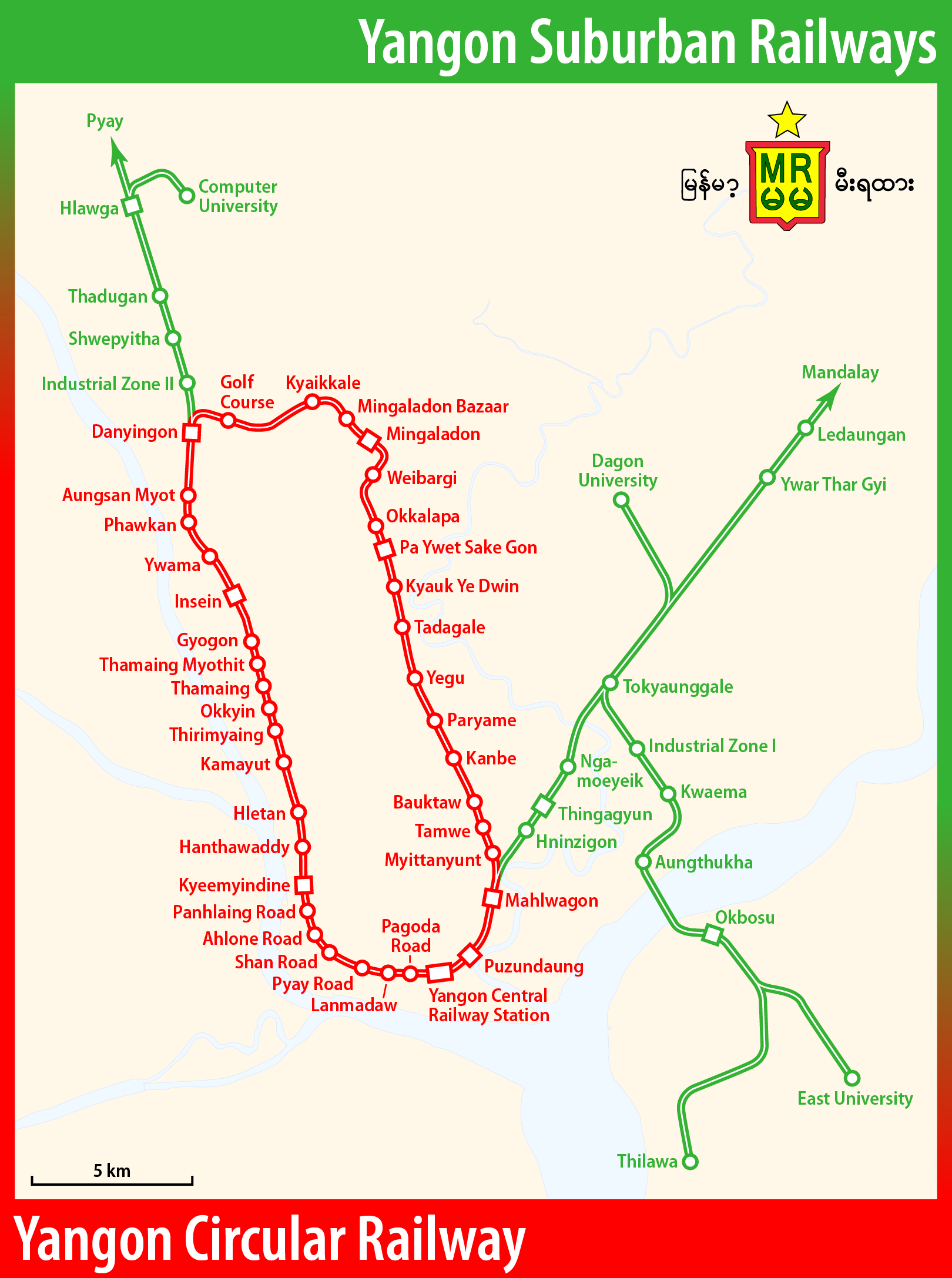
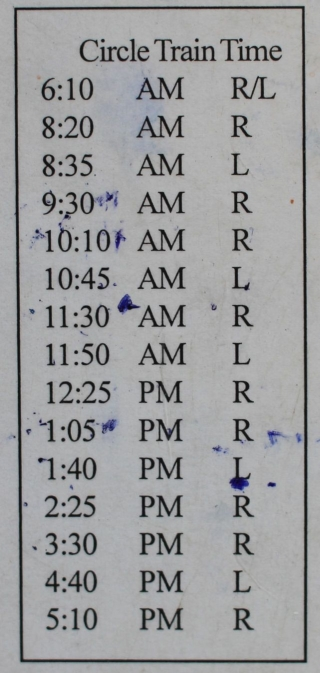
仰光環狀鐵路時刻表

## 車組
- 日本國鐵KiHa40系柴油動車組
- 日本國鐵KiHa11型柴聯車
- 日本國鐵KiHa38型
- 西班牙鐵路建設和協助公司柴油電動車(DEMU)

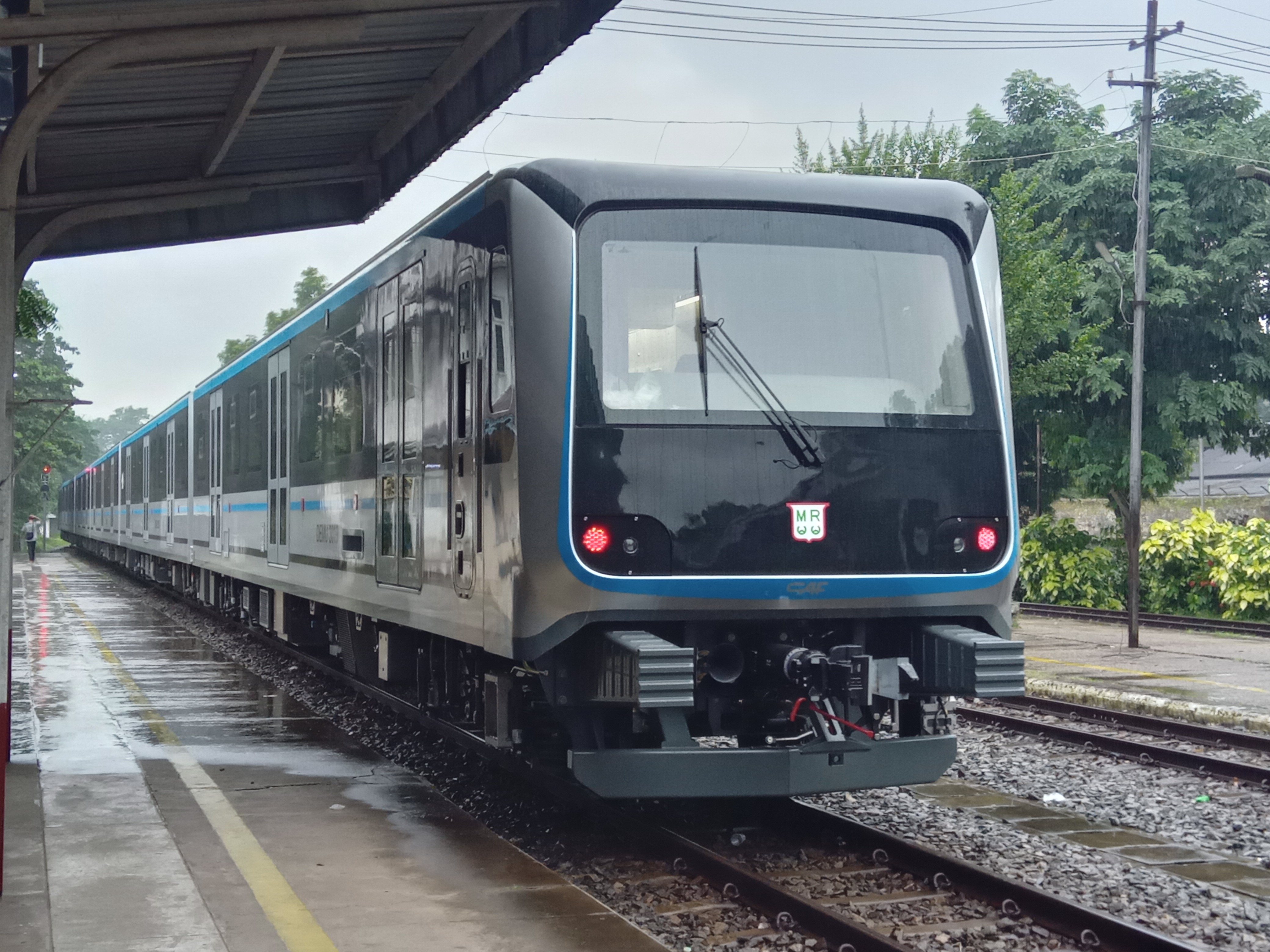
西班牙鐵路建設和協助公司柴電聯車

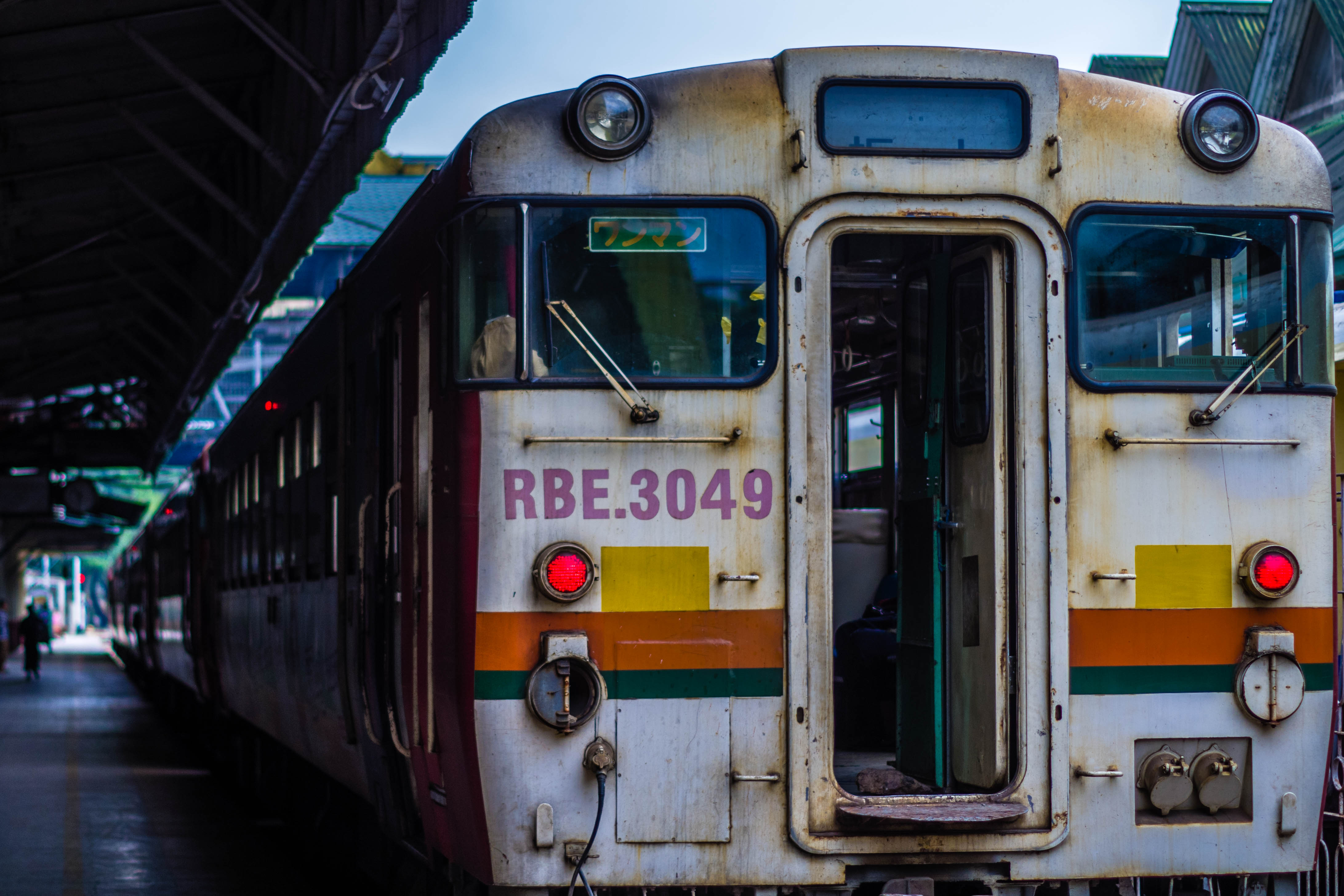
二手的日本國鐵KiHa40系柴聯車

## 未來計劃

### 升級工程
緬甸鐵路局引進西班牙鐵路建設和協助公司製造的柴油電動機車，屬於日本國際協力機構援助緬甸鐵路升級計劃的一部分，新車於2024年底逐漸送抵、進行測試及使用。由於車箱及月台地面高度相差甚遠，部分車站月台已被升高，其餘車站則在停車的車門位置加裝樓梯，以方便乘客上落。